# Estación de Saint-Florentin - Vergigny
La estación de Saint-Florentin - Vergigny es una estación ferroviaria francesa de la línea París - Marsella, situada en la comuna de Vergigny, en el departamento de Yonne, en la región de Borgoña. Por ella transitan únicamente trenes regionales.

## Historia
La estación fue inaugurada el 12 de agosto de 1849 por parte del estado. Posteriormente se integró en la compañía de ferrocarriles de París a Lyon al Mediterráneo.
En 1938, la compañía fue absorbida por la recién creada SNCF. Desde 1997, explotación y titularidad se reparten entre la propia SNCF y la RFF.

## Situación ferroviaria
La estación situada cerca del inicio del Canal de Borgoña se encuentra al final de un largo tramo desdoblado de la línea férrea París-Marsella (PK 172,339) que arranca en Montereau. Forma parte además del trazado de las siguientes líneas férreas:
- Línea férrea Saint-Julien (Troyes) - Saint-Florentin-Vergigny. Corto eje de algo más de 50 kilómetros que une la estación con Troyes. Fue cerrada al tráfico de viajeros en 1996 aunque sigue teniendo actividad en algunos de sus tramos gracias al tráfico de mercancías. El resto está abandonado.
- Línea férrea Saint-Florentin-Vergigny - Monéteau-Gurgy. Esta pequeña línea de algo más de 26 kilómetros generaba una variante sur que enlazaba con la línea que se dirige a Auxerre sin necesidad de pasar por el nudo ferroviario de Laroche-Migennes. El tráfico de viajeros se suprimió en 1932. Ha sido desmantelada casi en su totalidad en varias fases en la década de los 70, 80 y principios del siglo XXI.

## Descripción
La estación cuenta con cinco andenes y ocho vías, además de un buen número de vías de servicio usadas por el importante tráfico de trenes mercancías que recibe.
Dispone de atención comercial durante toda la semana y de máquinas expendedoras de billetes. 

## Servicios ferroviarios

### Regionales
Los TER Borgoña enlazan las siguientes ciudades:
- Línea París - Dijon.
- Línea Auxerre / Laroche-Migennes - Dijon.